# Upogebia jamaicensis
Upogebia jamaicensis is een tienpotigensoort uit de familie van de Upogebiidae. De wetenschappelijke naam van de soort is voor het eerst geldig gepubliceerd in 1973 door Thistle.